# АЭС Пойнт-Лепро
АЭС Пойнт-Лепро (англ. Point Lepreau Nuclear Generating Station) — действующая атомная электростанция на юго-востоке Канады.
АЭС расположена на побережье Атлантического океана на границе графств Шарлотт и Сент-Джон в провинции Нью-Брансуик в 46 км от города Сент-Джон.
АЭС Пойнт-Лепро стала первой атомной электростанцией в мире, где был установлен канадский ядерный реактор CANDU-6, разработанный королевской корпорацией AECL. Строительство единственного реактора станции было начато в 1975 году, а на расчетную мощность он вышел в 1982 году. Мощность АЭС Пойнт-Лепро таким образом составляет 680 МВт.
Атомная станция проработала вплоть до 2008 года, когда встала на модернизацию. С 2012 года АЭС Пойнт-Лепро вновь действует, а её ресурс был продлен на пять лет.

## Инциденты
В 1990 году один из рабочих АЭС – Дэниэл Джордж Мастон – взял пробы тяжелой воды, зараженной тритием – радиоактивным изотопом водорода — и поместил его в кофе местной столовой. В результате пострадали 8 сотрудников.
8 апреля 2014 года была обнаружена проблема с одним из насосов реактора.

## Информация об энергоблоках
| Энергоблок  | Тип реакторов | Мощность | Мощность | Начало строительства | Физпуск    | Подключение к сети | Ввод в эксплуатацию | Закрытие |
| Энергоблок  | Тип реакторов | Чистый   | Брутто   | Начало строительства | Физпуск    | Подключение к сети | Ввод в эксплуатацию | Закрытие |
| ----------- | ------------- | -------- | -------- | -------------------- | ---------- | ------------------ | ------------------- | -------- |
| Пойнт-Лепро | PHWR, CANDU 6 | 660 МВт  | 705 МВт  | 01.05.1975           | 25.07.1982 | 11.09.1982         | 01.02.1983          | —        |